# شجرة البومة (رواية)
شجرة البومة هي رواية للكاتب البريطاني جيني نيمو صدرت عام 1997م. القصة تدور حول الصبي جو الذي يحاول إنقاذ شجرة البومة، الشجرة التي كانت جدته غراني دايموند مولعة بها، وجارها السيد روك الذي يعتزم قطعها لأنها طويلة جدا وتحجب أشعة الشمس عن بيته. حصلت الرواية على جائزة(Nestlé Smarties Book Prize) عام 1997م (جائزة ذهبية).

## القصة
بينما كانت والدة جو في المستشفى نقل جو وأخته مينا إلى منزل جدتهما، لتعتني بهما حتى عودة والديهما.
بعد أن أرت الجدة دايموند جو غرفته، بدأت الجدة دايموند تحكي له عن بومة تسكن شجرة في حديقة جارها السيد روك. تحكي له كيف أنها في ليلة رأت بومة تقف على أحد فروع الشجرة وقد هلل لها حتى ذلك اليوم لأنها كانت حزينة على شيء. وقالت إن نصف الشجرة يعود لها لأن بعض فروع تلك الشجرة تقع في حديقتها.
وذات يوم، أخبرت الجدة دايموند حفيدها جو أن السيد روك يخطط لقطع الشجرة. الجدة دايموند كانت حزينة جدا بسبب هذا، جو بدأ في محاولة لإيجاد وسيلة لإنقاذ الشجرة بمساعدة من مينا ولود التوائم، وقال إن الوقت قد حان بالنسبة له لتلبية رغبة الجدة في إنقاذ البوم والشجرة لأن الجدة دايموند سوف تتأثر إذا قطع السيد روك تلك الشجرة. وذات يوم أحس جو أن الشجرة تحاول أن تقول له شيئا فذهب إلى منزل السيد روك ولكن خاف ثم عاد أدراجه. وفي ليلة من الليالي تسلق جو أحد فروع الشجرة الذي يقع بالقرب من نافذة غرفة نومه ثم انزلق وسقط في حديقة السيد روك. فأخذه السيد روك مرة أخرى، ودخل في جدال طويل مع جو وجدته. ولكن لم يتمكن جو والجدة من أن يقنعوه بأن يبقي على الشجرة.
وفي وقت لاحق، ذهب جو بنفسه إلى منزل السيد روك وتحدث معه شخصيا. وبينما يتحدث جو مع السيد روك لاحظ السيد أن جو يشبه حفيده توم. وفجأة، تهيأ للسيد روك أن حفيده توم أيضا يتحدث عن البومة والشجرة. وأخذ السيد روك شعور عاطفي ولكنه لا يزال على رأيه حول الشجرة. وعرف جو أن السيد روك باقِ على عناده، فعاد إلى المنزل. وفي ليلة باردة بينما كان جو جالسا قرب الموقد يتدفأ إذ رأى الجدة والسيد روك واقفين يتحدثان بالقرب من الحائط. وبعد برهة جاءت الجدة وهي تشعر بالسعادة وأخبرت جو أن الشجرة لن تُقطع. وتنتهي القصة بالألعاب النارية.

## الشخصيات
- جو.
- مينا.
- الجدة غراني.
- السيد روك.
- لود.
- الكلب لودفيغ.
- الأم.
- الأب.
- البومة.

## استقبال
يصف كتاب الثقة رواية شجرة البومة الحائزة على جائزة القصة التي تذكرنا أن لا نحكم على الناس من الانطباعات الأولى. الأوساط المدرسية ترى أن الرواية مكتوبة بشكل جيد للغاية وأنها قصة ممتازة للقراءة بصوت عال. ترينيتي كوليدج في لندن يسميه الغلاف الجوي، وصفية قطعة عن اكتشاف الأسرار التي قد تعقد في فروع شجرة. وكانت من بين العناوين المستخدمة في حملة القراءة في مدينة كرايستشرش عام 2011م، ومن الكتب التي اختارها (بول جيننغز) للأطفال في التعليم الابتدائي، وظهرت في العديد من قوائم القراءة للمدارس.